# Zec Ménokéosawin
La zec Ménokéosawin est une "zone d'exploitation contrôlée" (zec), située dans la municipalité de Lac-Édouard, dans l'agglomération de La Tuque, dans la région administrative de la Mauricie, au Québec, au Canada.
Ce territoire public de chasse et pêche est géré par l'Association de chasse-pêche de la rivière Bostonnais Nord, un organisme à but non lucratif.

## Territoire
La zec Ménokéosawin qui compte 162 lacs, a un territoire de 298,5 km2, située sur le territoire de La Tuque et de Lac-Édouard. Situé dans la zone de la rive Est de la rivière Saint-Maurice, la zec s'étend sur 32 km de largeur maximale par 31 km de hauteur maximale. 
Elle est bordée par la zec Kiskissink à l'est et la zec Borgia à l'ouest. La rivière Bostonnais constitue la limite nord-ouest de la zec (sauf la zone nord de la rivière Bostonnais où la route 155 sert de délimitation). La limite sud-est du territoire est délimitée par la route menant au village de Lac-Édouard et s'étend jusqu'à une baie au nord-est du lac Édouard (plan d'eau). La limite nord-est de la zec est le "lac du Barrage" et le "lac Bonhomme".
La zec est traversée par la rivière Bostonnais qui arrive du nord, et traverse le lac Maggie, puis Deveny. Cette rivière comporte un tributaire désigné "chenal Bostonnais", lequel part des lacs "Branche Nord" et "Branche Sud"; il se déverse dans la rivière Bostonnais au sud-ouest de la zec.
Les principaux lacs de la zec sont : Bouchard, Angrois, Girard, Croche, "en Voûte", "de la Branche Sud", "de la Cloison", Devenys, Maggie, "du Cap", Racine, Catherine, Farouche, Du Bonnet et "du Coudrier".
La zec comporte quatre sites de camping et plusieurs rampes de mise à l'eau.

## Activités
Le poste d'accueil de la zec est situé au 167e km, sur la route 155 Nord. La zec offre des sites de camping rustique et de l'hébergement en chalets rustiques.
La zec est principalement un territoire de chasse et de pêche. Plusieurs lacs sont à disposition pour taquiner surtout l'omble de fontaine (truite mouchetée), l'omble chevalier (truite rouge), le doré jaune, le brochet, la perchaude ou le corégone. En automne, la chasse est ouverte à l'orignal, à l'ours et au petit gibier.

## Toponymie
Le toponyme "Zec Ménokéosawin" a été inscrit le 5 août 1982 à la Banque des noms de lieux de la Commission de toponymie du Québec.